# Linia kolejowa Białogard Wąskotorowy – Lepino Trójkąt
Linia kolejowa Białogard Wąskotorowy – Lepino Trójkąt – rozebrana linia kolejowa wąskotorowa łącząca Białogard i Lepino. Linię otwarto 17 września 1909 roku, najpierw tylko do Rawina, w 1952 roku przedłużono ją do Lepina. Linia na całej swojej długości była jednotorowa, a rozstaw szyn wynosił 1000 mm na końcu istnienia (750 mm po otwarciu). Linia była dwukrotnie zamykana dla przewozu towarów i pasażerów, najpierw w 1945, później 28 lipca 1991. W 2006 roku nastąpiła fizyczna likwidacja linii, linia została rozebrana przez lokalną ludność.